# Auguste Trécul
Auguste Adolphe Lucien Trécul (Mondoubleau, 8 de janeiro de 1818 — Paris, 17 de outubro de 1896) foi um botânico que se notabilizou no campo da anatomia e fisiologia vegetais.

## Biografia
Trécul estudou farmácia em Paris, e em 1841 empregou-se como interno dos hospitais de Paris. Os seus interesses profissionais gravitaram para botânica, e entre 1848 e 1850, em nome do Muséum national d'histoire naturelle e do Ministério da Agricultura da França, conduziu investigação científica na América do Norte.
Em 1866 tornou-se membro da Academia de Ciências da França (Secção de Botânica) e, durante o ano seguinte, recebeu a Légion d'Honneur.
A sua principal actividade de investigação centrou-se nos campos da anatomia vegetal, fisiologia vegetal e organogénese. Publicou artigos importantes sobre a estrutura de diferentes membros da família botânica Nymphaeaceae, e foi o autor de uma monografia significativa sobre as Artocarpaceae. Muitos de seus artigos científicos foram publicados no periódico  Annales des Sciences Naturelles (de 1843 em diante) e no Comptes rendus de l'Académie des sciences.
Realizou estudos sobre os processo de fermentação, tendo contestado as conclusões que nessa matéria foram apresentadas por Louis Pasteur.
O seu apeldo serviu de epónimo ao nome genérico de Treculia (família Moraceae), que assim foi designado em sua honra por Joseph Decaisne.

## Obras publicadas
Entre muitas outras, August Trécul é autor das seguintes obras:
- Mémoire sur la famille des Artocarpées, 1847 – memória sobre as plantas da tribo Artocarpeae.
- Mémoire sur la formation des feuilles, 1853 – memória sobre a formação das folhas.
- Études anatomiques et organogeniques sur la Victoria Regia et anatomie comparée du Nelumbium, du Nuphar et de la Victoria, 1854 – estudos anatómico e de organogenia de Victoria regia e a anatomia comparada de Nelumbo, Nuphar e Victoria.[7]
- De l'Influence des décortications annulaires sur la végétation des arbres dicotylédonés, 1855 – influência da decorticação anelar no estado vegetativo de árvores de folha larga.[8]
- Notice des principaux mémoires publiés de 1843 à 1860... –  principais trabalhos publicados de 1843 a 1860.[9]